# Покољ над Апалачима
Апалачки покољ је догађај који се одиграо током Рата краљице Ане 1704. године. 
Године 1704. бивши гувернер Јужне Каролине, Џејмс Мур, извршио је напад на територију Апалача у западној Флориди са педесет Енглеза и 1000 Крика (енгл. Creek. Циљ су им били Апалачи зато што је ту деловало већ готово један век четрнаест шпанских фрањевачких мисија. Мурове снаге су поразиле комбиноване снаге Шпанаца и Апалача (које су се састојале од око тридесет Шпанаца и четиристо Апалача) које је предводио капетан Мексија. 
Од четрнаест мисија, само једна је остала у животу, а Мурове снаге су опустошиле регион заробивши око 1400 Апалача католика које су продали у робље. Многи Апалачи су побијени током инвазије док су неки избегли на запад и прихватили понуду да живе на француском поседу Мобилу. Други су пресељени дуж реке Саване. 